# Natriumsorbat
Natriumsorbat (E 201) ist das Natrium-Salz der Sorbinsäure.

## Gewinnung und Darstellung
Natriumsorbat kann durch Umsetzung der Sorbinsäure mit Natriumhydroxid, Natriumethanolat, Natriumhydrogencarbonat, Natriumcarbonat oder einem anderen geeigneten Natriumsalz gewonnen werden.

## Eigenschaften
Natriumsorbat ist ein weißer bis gelblicher Feststoff, der löslich in Wasser ist. Bei der Herstellung und Lagerung eines beständigen Natriumsorbats muss auf die Einhaltung bestimmter Bedingungen geachtet werden, da es sich sonst sowohl in der Lösung als auch in fester, unverdünnter Form unter Bildung polymerer Produkte bei gleichzeitiger Verfärbung verändert. Die Polymerisation eines ohne besondere Vorsichtsmaßnahmen in der üblichen Weise hergestellten Natriumsorbats kann schon nach wenigen Stunden plötzlich einsetzen. Die Polymerisation wird durch ein alkalisches Mittel, also auch durch das alkalisch reagierende Natriumsorbat selbst sowie durch Sauerstoff begünstigt und durch als Anspringmittel wirkende katalytische Mengen an Peroxiden, oder peroxidhaltigen Lösungsmitteln eingeleitet.

## Verwendung
Es wird als Konservierungsmittel aufgrund seiner Hemmung insbesondere von Hefen und Schimmel verwendet. Aufgrund der Instabilität und einer möglichen erbgutverändernden Wirkung eines Oxidationsproduktes wird es aber im Gegensatz zur Sorbinsäure kaum verwendet und ist nicht mehr in der aktuellen Liste der zugelassenen Zusatzstoffe der Europäischen Union und der Schweiz aufgeführt. Von gesunden Menschen wird Natriumsorbit wie Fettsäuren verstoffwechselt. Es kann jedoch den Eigengeschmack des Lebensmittels beeinträchtigen. Die erlaubte Tagesdosis beträgt 0–25 mg/kg.